# Seznam kanadskih slikarjev
Seznam kanadskih slikarjev.

## A
- Ran Andrews (1956-)

## B
- Robert Bateman (1930-)
- William Berczy (1744-1813)
- Cliff Blank (1974-)
- Paul-Émile Borduas (1905-1960)

## C
- Emily Carr (1871-1945)
- Franklin Carmichael (1890-1945) (Group of Seven)
- A. J. Casson (Group of Seven)
- Alex Colville (1920-2013)

## D
- Mary Dignam (1860-1938)

## F
- Marcelle Ferron (1924-2001)
- LeMoine Fitzgerald (1890-1956)

## H
- Théophile Hamel (1817-1870)
- Lawren Harris (1885-1970) (Group of Seven)
- Lawren P. Harris (1910-1994)
- Prudence Heward  (1896-1947) (Beaver Hall Group)
- Edwin Holgate (1892-1977) (Group of Seven)

## J
- A. Y. Jackson (1882-1974) (Group of Seven)
- Frank Johnston (1888-1949) (Group of Seven)

## K
- Paul Kane (1810-1871)
- Cornelius Krieghoff (1815-1872)

## L
- Ozias Leduc (1864-1955)
- Arthur Lismer (1881-1969) (Group of Seven)
- Laura Muntz Lyall (1860-1930)

## M
- J. E. H. Macdonald (1873-1932) (Group of Seven)
- Stewart Marshall =? John Stewart Marshall (1911–1992)?
- David Milne (1882-1953)
- Joni Mitchell (1943)
- Guido Molinari (1933-2004)
- James Wilson Morrice (1865-1924)

## P
- Sophie Pemberton (1869-1959)
- Antoine Plamondon (1804-1895)
- Christopher Pratt (1935-)
- Mary Pratt (1935-2018)

## R
- Jean-Paul Riopelle (1923-2002)
- Goodridge Roberts (1904-1974)

## S
- Anne Savage (1896-1971) (Beaver Hall Group)
- Jack Shadbolt (1909-1998)

## T
- Tom Thomson (1877-1917)

## V
- Frederick Varley (1881–1969) (Group of Seven)

## W
- Homer Watson (1855-1936)